# Meriania albertiae
Meriania albertiae är en tvåhjärtbladig växtart som beskrevs av John Julius Wurdack. Meriania albertiae ingår i släktet Meriania och familjen Melastomataceae. Inga underarter finns listade i Catalogue of Life.